# León Cortés Castro
León Cortés Castro (Alajuela, 8 dicembre 1882 – Santa Ana, 3 marzo 1946) è stato un politico costaricano.
È stato Presidente della Costa Rica dal maggio 1936 al maggio 1940.

## Biografia
Figlio del dottore colombiano Roberto Cortés y Cortés e di Fidelina Castro (Mondragón) Ruiz, il 28 settembre 1905 si sposò ad Alajuela con Julia Fernández Rodríguez, figlia di Francisco Fernández Pérez e di Luisa Rodríguez Quesada. Da questo matrimonio due nacquero figli: Javier e Otto Cortés Fernández, membro dell'Assemblea Costituente del 1917 e presidente del Congresso costaricano dal 1956 al 1958.
Diplomatosi al Liceo de Costa Rica, iniziò a insegnare nelle scuole primarie, divenendo in seguito ispettore scolastico e docente di scuola secondaria. Nel 1916 si laureò in giurisprudenza alla Scuola di diritto della Costa Rica. Ricoprì i seguenti incarichi: direttore degli Archivi Nazionali, deputato di Alajuela (dal 1914 al 1917 e dal 1922 al 1929), governatore e comandante di Plaza de Alajuela (nel 1917), ministro della Costa Rica in Guatemala (dal 1917 al 1918), giudice penale Cartago (dal 1919 al 1920), presidente del Congresso costituzionale (dal 1925 al 1926), segretario del dicastero dell'istruzione pubblica (dal 1929 al 1930), segretario del dicastero allo sviluppo e all'agricoltura (maggio-novembre 1930 e poi dal 1932 al 1935) e la terza carica suppletiva della Presidenza della Repubblica (dal 1932 al 1936).
Membro del Partito Repubblicano Nazionale, nel 1936 fu eletto presidente per i successivi quattro anni, durante i quali si contraddistinse per una gestione allegra e disinvolta della cosa pubblica e degli appalti. Cortés nominò capo dell'immigrazione il tedesco Max Effinger, leader del Partito Nazionalsocialista della Costa Rica che limitò fortemente l'ingresso dei polacchi ebrei che erano espatriati dalla Germania nazista dopo l'invasione della Polonia del 1939.

Soprattutto in base a questo fatto, alcuni storici ebrei sottolineano che León Cortés Castro era un antisemita che coltivava le sue simpatie per il fascismo europeo. Secondo la ricostruzione storica di Jacobo Schifter, Lowell Gudmundson e Mario Solera, pubblicata nel volume El Judío in Costa Rica avvenne che:
(El fantasma nazi, Nacion, 1 giugno 2008.)
Gli stessi autori accusarono di antesemitismo altri presidenti costaricani come Otilio Ulate Blanco e Rafael Ángel Calderón Guardia.
Cortés Castro morì improvvisamente a Santa Ana il 3 marzo 1946. Il suo cuore è conservato nella Cattedrale di Alajuela, mentre il resto delle sue spoglie mortali furono sepolte nel Cimitero Generale di San José.

## Eredità
Il 26 gennaio 1949 fu dichiarato Benemérito de la Patria dal governo provvisorio della Costa Rica. In suo onore fu nominato il Cantone di León Cortés Castro. Nel 1952 fu eretto un monumento in bronzo, opera dello scultore italiano Leone Tommasi. Poggia su un piedistallo di marmo marrone, dal quale si eleva fino a un'altezza di 6,5 metri, esponendo quattro statue di bronzo: 
- un leone alto 1,15 metri, che regge lo scudo costaricano con la gamba destra sollevata;
- due donne romane alte 1,55 m, una delle quali indossa il corno dell'abbondanza, mentre l'altra tiene il libro della saggezza. Entrambe giacciono su un basamento con tre gradini;
- la figura dell'ex presidente, alta 4 metri e posta sulla sommità della scultura, irto in piedi quasi intento a pronunciare un discorso pubblico.

L'opera scultorea fu inaugurata il 20 aprile 1952 e si trova attualmente alla fine del Paseo Colón, sul lato est del Parco metropolitano La Sabana, a San José.
Il monumento a León Cortés Castro fu oggetto di controversie sin dalla sua inaugurazione. Per i vincitori della guerra civile costaricana del 1948 era il tentativo di costruire un nuovo pantheon nazionale, con la celebrazione dell'età classica e dei padri fondatori della Seconda Repubblica, dei valori dell'era liberale, culminati con il governo Cortés e le riforme promosse dal consiglio di fondazione. Cortés fu presentato come un difensore della democrazia, un campione che precedette e ritardò l'avvento della «dittatura "caldero-comunista" di Rafael Ángel Calderón Guardia, come fu chiamata dai suoi detrattori.

Per i suoi oppositori, tuttavia, il monumento al leader costaricano sarebbe lungi dal rappresentare la realtà storica di Cortés, visto come un uomo autoritario, di modi non democratici, che nutrì simpatie e strette relazioni personali con il fascismo, perseguitando i comunisti.
Nel 2017, l'opinione pubblica locale si attivò per far rimuovere il monumento da La Sabana. La polemica fu rilanciata nel 2020 da Black Lives Matter, movimento attivo nella lotta contro il razzismo negli Stati Uniti e in Europa.